# 웨탕구

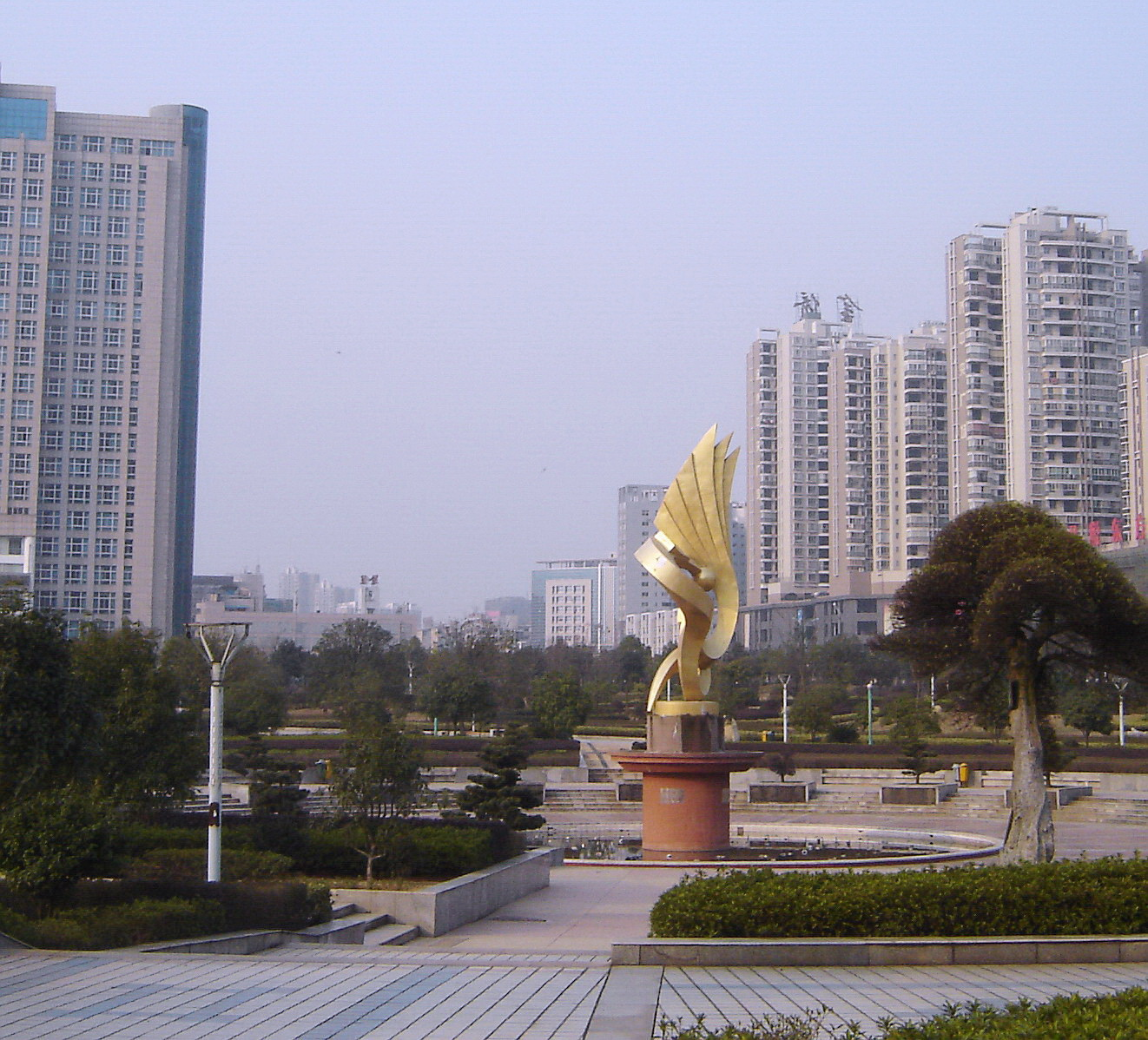

웨탕구(한국어: 악당구, 중국어: 岳塘区, 병음: Yuètáng Qū)는 중화인민공화국 후난성 샹탄 시의 현급 행정구역이다. 넓이는 206km2이고, 인구는 2007년 기준으로 350,000명이다.

## 행정 구역
10개 가도, 2개 진, 4개 향을 관할한다.
- 가도: 岳塘街道, 东坪街道, 中洲路街道, 书院路街道, 下摄司街道, 建设路街道, 滴水埠街道, 五里堆街道, 社建村街道, 宝塔街道.
- 진: 易家湾镇, 双马镇.
- 향: 霞城乡, 板塘乡, 荷塘乡, 昭山乡.